# Michael Mosley (locutor)
Michael Hugh Mosley (22 de marzo de 1957 - 5 de junio de 2024) fue un periodista, productor, presentador y escritor británico de televisión y radio que trabajó para la BBC desde 1985 hasta su muerte. Presentó programas de televisión sobre biología y medicina y apareció regularmente en The One Show. Mosley fue un defensor del ayuno intermitente y las dietas bajas en carbohidratos, y escribió libros promoviendo la dieta cetogénica. Falleció en la isla griega de Symi el 5 de junio de 2024.

## Primeros años y educación
Michael Hugh Mosley nació en Calcuta, India, el 22 de marzo de 1957, hijo de Arthur Daryl Alexander George "Bill" Mosley y Joan Stewart. Su padre era un banquero nacido en George Town, Penang, de ascendencia parcialmente armenia. Su abuelo materno, Arthur Dudley Stewart, fue un sacerdote anglicano y director del St. Paul's College, Hong Kong, nacido de padres misioneros irlandeses en China. Su bisabuelo materno, Gerard Lander, fue obispo anglicano de Victoria (Hong Kong).
Mosley asistió a un internado en Inglaterra desde los siete años. Después de asistir a Haileybury College, estudió Filosofía, Política y Economía en New College, Oxford, antes de trabajar durante dos años como banquero en la City de Londres. Luego decidió trasladarse a la medicina, con la intención de convertirse en psiquiatra, y estudió en la Facultad de Medicina del Royal Free Hospital (ahora parte de la UCL Medical School). Se desilusionó con la psiquiatría después de una pasantía en la especialidad durante su carrera y decidió no ejercer la medicina después de aprobar sus exámenes finales en 1985.
Mosley se describió a sí mismo como "bastante religioso" hasta alrededor de los 20 años y consideró convertirse en sacerdote.

## Carrera
Después de graduarse en medicina, Mosley decidió no seguir una carrera como médico, sino que se unió a un programa de formación de asistentes de producción en la BBC en 1985. Mosley fue productor ejecutivo conjunto de varios programas de ciencia, incluidos programas con Robert Winston, The Human Face presentado por John Cleese, y la serie de BBC Two de 2004 sobre ingeniería Inventions That Changed the World presentada por Jeremy Clarkson. Su carrera frente a la cámara comenzó en 2007, cuando propuso una serie para BBC TV llamada Medical Mavericks y, al no encontrar un presentador adecuado, se ofreció a presentarla él mismo. Luego presentó numerosos programas para televisión, incluyendo Blood and Guts, The Story of Science, Make Me, y Trust Me, I'm a Doctor.
En 2011, Mosley realizó una serie titulada The Brain: A Secret History sobre la historia de la psicología y la neurociencia. Durante la serie, mientras describía los métodos empleados para identificar las anomalías en la estructura cerebral asociadas con la psicopatía, sus propios resultados de pruebas revelaron que él mismo tenía estas características cerebrales candidatas.
Mosley presentó un documental de dos partes, Frontline Medicine, en 2011, con episodios llamados "Survival" y "Rebuilding Lives". Estos programas describieron los recientes avances médicos que permitieron un mejor tratamiento del personal militar herido durante la Guerra en Afganistán (2001-2021), y examinaron cómo estas nuevas técnicas se estaban utilizando en la medicina de emergencia en víctimas civiles en Estados Unidos y Gran Bretaña.
El documental de Mosley The Truth About Exercise, emitido por primera vez en 2012, destacó cómo diferentes patrones de ejercicio podrían ayudar a lograr beneficios para la salud, el peligro de estar sentado durante períodos prolongados y reveló cómo ciertos genotipos son incapaces de obtener mejoras significativas en la aptitud aeróbica (VO2 max) siguiendo programas de ejercicio de resistencia. Su propio tipo genético puede obtener muchos de los beneficios del ejercicio, principalmente una mejora en la respuesta a la insulina, a través de sesiones cortas de entrenamiento a intervalos de alta intensidad según lo sugerido por la investigación de James Timmons.
En enero de 2013, Mosley presentó The Genius of Invention. En el documental titulado The Truth About Personality, que se emitió por primera vez el 10 de julio de 2013, Mosley exploró lo que la ciencia puede decirle a las personas sobre el optimismo y el pesimismo y si las personas pueden cambiar su perspectiva.

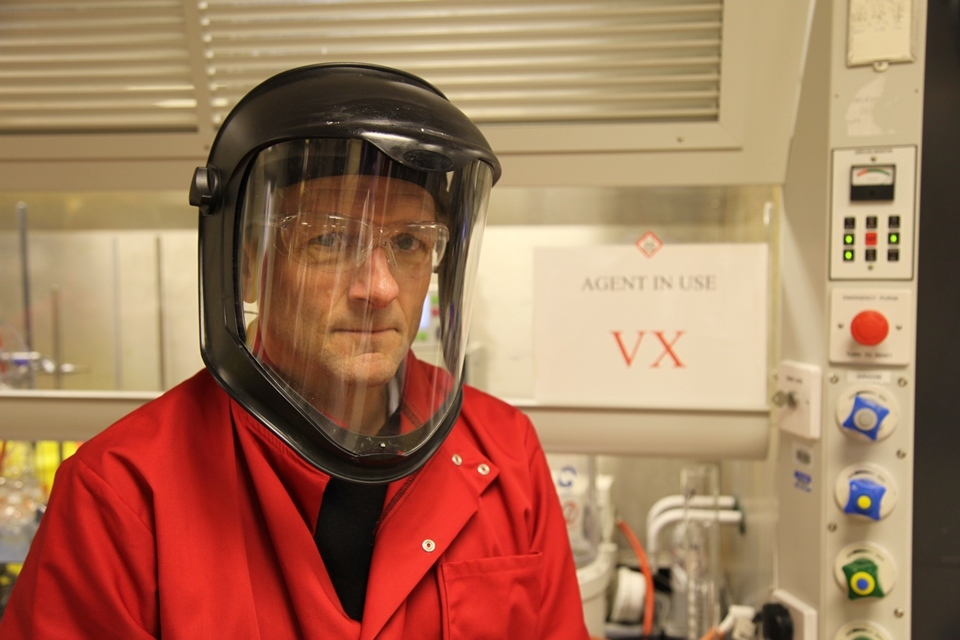
Mosley durante el rodaje de su documental de 2016 Inside Porton Down

En 2016 presentó el documental de BBC Four Inside Porton Down: Britain's Secret Weapons Research Facility.

### Dieta 5:2
Mosley fue acreditado con la popularización de una forma de ayuno intermitente llamada la dieta 5:2 a través de un episodio de la serie documental de la BBC Horizon titulado "Eat, Fast and Live Longer".
Fue a través de este documental que conoció la dieta 5:2 de manos del neurocientífico Mark Mattson, quien publicó un artículo sobre la dieta junto con Michelle Harvie y otros 14 científicos en 2011. En los ensayos originales, la dieta 5:2 no sigue un patrón alimentario particular, sino que se enfoca únicamente en el contenido calórico.
A principios de 2013, su libro The Fast Diet, escrito junto a Mimi Spencer, fue publicado por Short Books.

### Dieta Fast 800
Mosley defendió la Dieta Fast 800, una dieta baja en carbohidratos mediterránea con ayuno intermitente que sigue un plan alimenticio diario de 800 calorías. Su libro The Fast 800 Keto combina una dieta cetogénica con ayuno intermitente.
El libro The Fast 800 Keto de Mosley aconseja un plan de dieta en tres etapas para la pérdida de peso: etapa 1, una dieta cetogénica muy baja en carbohidratos; etapa 2, una reintroducción de carbohidratos con ayuno intermitente; etapa 3, una dieta mediterránea baja en carbohidratos.
Red Pen Reviews le dio al libro The Fast 800 Keto de Mosley una puntuación del 58% en precisión científica, pero concluyó que la dieta "debería causar pérdida de peso y mejorar la salud en la mayoría de las personas con sobrepeso y/o diabetes tipo 2, aunque algunos aspectos de la dieta pueden ser innecesarios y dificultar su seguimiento". La revisión también señaló que el Fast 800 Keto de Mosley no es una dieta cetogénica a largo plazo y que la insistencia en una baja ingesta de carbohidratos para la dieta mediterránea a largo plazo no es necesaria.

## Premios y honores
El documental de Mosley de 1994 para Horizon de la BBC, titulado "Ulcer Wars", reportó el descubrimiento realizado en 1983 por los científicos australianos Robin Warren y Barry Marshall sobre la relación entre Helicobacter pylori y las úlceras gástricas. En 1995, fue nombrado Periodista Médico del Año por la British Medical Association. En 1996, su programa fue destacado como uno de los factores más importantes que influenciaron los hábitos de prescripción de los médicos generales británicos.
En 2002, Mosley fue nominado a un Emmy como productor ejecutivo de The Human Face junto a John Cleese. En 2017, Mosley recibió un Doctorado Honorario en Ciencias de la Universidad de Edimburgo.

## Vida personal
Clare Bailey Mosley se casó con Mosley en 1987. Ella fue médica general hasta 2022; se conocieron en la Escuela de Medicina del Royal Free Hospital y tuvieron cuatro hijos.
En un documental de la BBC sobre el sueño en 2019, Mosley reveló que sufría de insomnio crónico. Su libro Fast Asleep, sobre este tema, fue publicado por Atria Publishing Group ese mismo año.

## Muerte
El 5 de junio de 2024, Mosley desapareció en la isla griega de Symi mientras estaba de vacaciones con su esposa. Salió de la playa de San Nicolás para caminar hacia Symi Town, aproximadamente 2 millas (3,2 km) de distancia, donde se hospedaban. Después de cuatro días de búsqueda, su cuerpo fue encontrado el 9 de junio, en la pendiente rocosa fuera de los muros de un resort privado llamado Agia Marina. Parece que tomó el camino equivocado después de salir de la ciudad de Pedi. Se informó que su cuerpo fue encontrado después de ser avistado por un periodista británico que estaba en un barco con el alcalde y periodistas de ERT TV. El cuerpo fue localizado a 100 yardas (90 m) de un restaurante y 150 yardas (137,2 m) de un área anteriormente buscada por sus cuatro hijos, quienes habían volado para apoyar la búsqueda. Un primer informe post mortem estableció que, basado en la posición de su cuerpo y la falta de lesiones fatales, Mosley probablemente falleció por causas naturales alrededor de las 4 p. m. el día que desapareció. Se esperaban informes de toxicología e histología.

## Televisión
| Año       | Título                                                         | Canal     | Notas                                                               |
| --------- | -------------------------------------------------------------- | --------- | ------------------------------------------------------------------- |
| 2007      | Medical Mavericks                                              | BBC Four  | [ 48 ]                                                              |
| 2008      | Blood and Guts                                                 | BBC Two   | [ 49 ]                                                              |
| 2009      | Make Me                                                        | BBC One   | [ 50 ]                                                              |
| 2010      | The Brain – A Secret History                                   | BBC Four  | [ 51 ]                                                              |
| 2010      | The Story of Science: Power, Proof and Passion                 | BBC Two   | Serie de seis partes.                                               |
| 2010      | Pleasure and Pain                                              | BBC One   | [ 53 ]                                                              |
| 2010      | The Young Ones                                                 | BBC One   | [ 54 ] [ 55 ]                                                       |
| 2011      | Frontline Medicine                                             | BBC Two   | [ 56 ] [ 57 ] [ 58 ] [ 59 ]                                         |
| 2011      | 10 Things to You Need to Know about Losing Weight              | BBC One   | [ 60 ]                                                              |
| 2011      | Inside the Human Body                                          | BBC One   | Serie de cuatro partes y un episodio de la serie Best of.           |
| 2012      | Guts: The Strange and Mysterious World of the Human Stomach    | BBC Four  | También conocido como Inside Michael Mosley.                        |
| 2012      | Pain, Pus and Poison: The Search for Modern Medicines          | BBC Four  | [ 63 ]                                                              |
| 2012      | The Truth about Exercise                                       | BBC One   | [ 64 ]                                                              |
| 2013      | The One Show                                                   | BBC Two   | [ 65 ]                                                              |
| 2013      | Pain, Pus and Poison: The Search for Modern Medicines          | BBC Four  | También conocido como Inside Michael Mosley.                        |
| 2013      | Winter Viruses and How to Beat Them                            | BBC Four  | [ 63 ]                                                              |
| 2013      | The Genius of Invention                                        | BBC Two   |                                                                     |
| 2013      | The Truth About Personality                                    | BBC Two   |                                                                     |
| 2013–2020 | Trust Me, I'm a Doctor                                         | BBC Two   |                                                                     |
| 2014      | Infested! Living with Parasites                                | BBC Two   |                                                                     |
| 2014      | Should I Eat Meat?                                             | BBC Two   |                                                                     |
| 2015      | Is your Brain Male or Female                                   | BBC Two   |                                                                     |
| 2015      | Countdown to Life: the Extraordinary Making of You             | BBC Two   | Serie de tres partes.                                               |
| 2015      | Are Health Tests Really a Good Idea?                           | BBC Two   | [ 68 ] [ 69 ]                                                       |
| 2016      | E-Cigarettes: Miracle or Menace?                               | BBC Two   | [ 70 ] [ 71 ] [ 72 ]                                                |
| 2016      | Inside Porton Down: Britain's Secret Weapons Research Facility | BBC Four  | [ 19 ] [ 73 ] [ 74 ]                                                |
| 2017      | Meet the Humans                                                | BBC Earth | Serie de cinco capítulos.                                           |
| 2021      | 21 Day Body Turnaround with Michael Mosley                     | Channel 4 | Serie de tres partes.                                               |
| 2021      | Lose a Stone in 21 Days with Michael Mosley                    | Channel 4 | Serie de tres partes.                                               |
| 2021      | Australia's Health Revolution                                  | SBS       | Serie de tres partes que aborda la diabetes tipo 2 en Australia.    |
| 2022      | Michael Mosley: Who Made Britain Fat?                          | Channel 4 | Serie de dos partes.                                                |
| 2022      | Horizon: How To Sleep Well                                     | BBC Two   | [ 81 ]                                                              |
| 2024      | Australia's Sleep Revolution                                   | SBS       | Serie de tres partes. En asociación con la Universidad de Flinders. |
| 2024      | Michael Mosley: Secrets of Your Big Shop                       | Channel 4 | Serie de cuatro partes.                                             |